# Próchnowisko

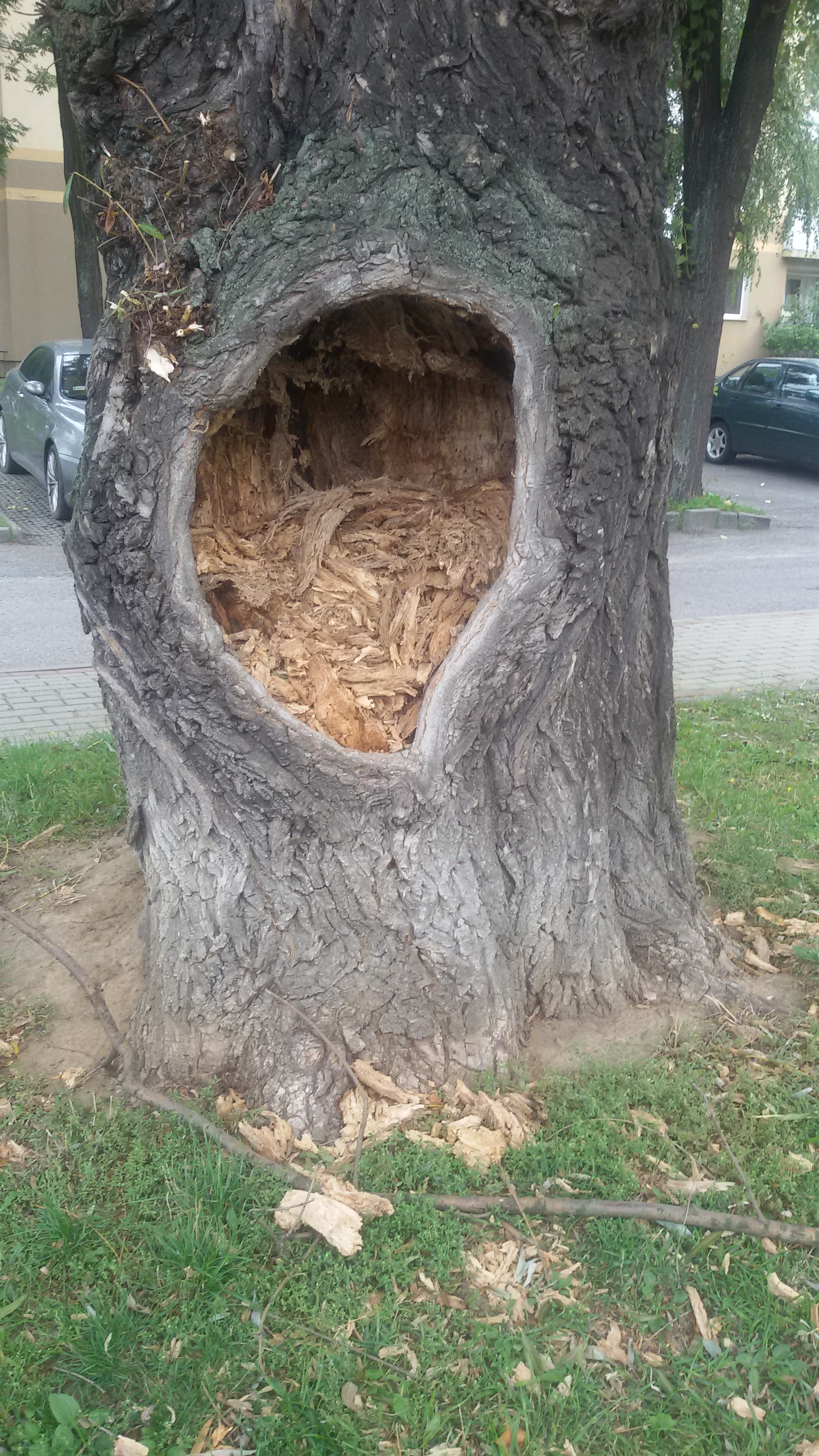
Dziupla ze zmurszałym drewnem w wierzbie białej

Próchnowisko – murszejące fragmenty drewna na żywych, stojących drzewach: martwice boczne, zagłębienia po uschniętych konarach, gnijące wnętrza starych drzew, obumarłe i obumierające tkanki drzewne wewnątrz dziupli.
Próchnowiska to siedlisko życia wielu gatunków grzybów a także bezkręgowców, głównie owadów z grupy kariofagów i gatunków saproksylicznych.